# Pseudomyrmex championi
Pseudomyrmex championi är en myrart som först beskrevs av Auguste-Henri Forel 1899.  Pseudomyrmex championi ingår i släktet Pseudomyrmex och familjen myror. Inga underarter finns listade i Catalogue of Life.